# 岡田好史
岡田 好史（おかだ よしふみ、1956年（昭和31年）9月6日 - ）は、日本の銀行家。阿波銀行取締役会長。徳島県出身。

## 人物
父は徳島経済同友会代表幹事を歴任した岡田豊行。
若かりし頃から将来の頭取候補として嘱望され、2008年6月、当時の地銀界おいては最年少の51歳で阿波銀頭取に就任する。2017年4月、会長に退く。

## 経歴
- 慶應義塾高等学校卒業。
- 1979年 - 慶應義塾大学経済学部卒業後、阿波銀行入行。
- 1998年 - 同川内支店長就任。
- 2000年 - 同西大阪支店長就任。
- 2001年 - 同審査部長就任。
- 2004年 - 同取締役総合企画部長就任。
- 2006年 - 同常務取締役就任。
- 2008年 - 同代表取締役頭取就任。
- 2017年 - 同取締役会長。